# Бидгошч
Бидгошч (пољ. Bydgoszcz) град је у Пољској и главни град војводства Кујавско-Поморје. Године 2008. имао је 360.142 становника, а 460.608 људи живело је у ширем градском подручју. Налази се око 100 km североисточно од Познања и 140 km јужно од Гдањска. Некад се Бидгошч и Торуњ сматрају спојеним градовима, јер су удаљени свега 45 km.
Првобитно је био трговачки центар Тевтонског реда, а признат је као град 1346. године.
.

## Историја
Током раног словенског периода рибарско насеље звано Бидгозциа (на латинском "Бидгостиа"), постало је упориште на трговачким путевима Висле. Грод у Бидгошчу изграђен је између 1037. и 1053. године за време владавине Казимира I Обновитеља. У 13. веку то је било место кастеланије, која се помиње 1238. године, вероватно основане почетком 12. века за време владавине Болеслава III Кримута. У 13. веку је подигнута црква Светог Гилеса као прва црква у Бидгошчу. Немци су је касније срушили крајем 19. века.
Током Пољско-Тевтонског рата (1326–1332), град су заузели и уништили Тевтонски витезови 1330. године. Накратко га је повратила Пољска, потом су га поново окупирали Теутонски витезови од 1331. до 1337. и припојили својој монашкој држави, али под именом Бромберг. Године 1337. поново га је заузела Пољска и витезови су га напустили 1343. године приликом потписивања Калишког уговора заједно са Добжином и остатком Кујаве. Пољски краљ Казимир III доделио је Бидгошчу градска права (према повељи) 19. априла 1346. године. Краљ је дао низ привилегија, у погледу речне трговине на Брду и Висли и права на ковање новца, и наредио изградњу замка, који је постао седиште кастелана. Бидгошч је био важан краљевски град Пољске који се налазио у Иновроцлавском војводству.
Након тог датума у град је све чешће долазило до прилива Јевреја. 1555. године, међутим, услед притиска свештенства, Јевреји су протерани (враћени су тек присаједињењем региона Пруској 1772. године). После 1370. године, дворац Бидгошч је био омиљена резиденција краљевог унука и његовог будућег наследника војводе Казимира IV, који је ту преминуо 1377. године.
1397. године, захваљујући пољској краљици Јадвиги, у граду је основан самостан кармелићана, трећи у Пољској после Гдањска и Кракова.
Током Пољско-Литванско-Тевтонског рата 1409. године град су накратко заузели Тевтонски витезови. Средином 15. века, током Тринаестогодишњег рата, пољски краљ Казимир IV често је боравио у Бидгошчу. Тада су подигнуте одбрамбене зидине и готска жупна црква (данашња катедрала у Бидгошчу). Град се динамично развијао захваљујући речној трговини. Грнчарија и пиво из Бидгошча били су популарни широм Пољске. У 15. и 16. веку, Бидгошч је био значајно место за трговину пшеницом, једно од највећих у Пољској. Први помен школе у Бидгошчу датира из 1466. године.
Године 1480. у Бидгошчу је основан бернардински манастир. Бернардинци су подигли нову готску цркву и основали библиотеку, чији је део опстао сачуван до данас. У Бидгошчу је 1520. године одржан Сејм Краљевине Пољске. Године 1522, одлуком пољског краља, основано је складиште соли у Бидгошчу, друго у региону после Торуња. Станислав Циковски је 1594. године основао приватну ковницу новца, која је почетком 17. века претворена у краљевску ковницу новца, једну од водећих ковница новца у Пољској.
1621. године, поводом победе Пољске над Отоманским царством код Хоћима, у Бидгошчу је искована једана од највреднијих и највећих кованица у историји Европе – 100 дуката Сигисмунда III Васе. Године 1617. у град су дошли језуити, који су касније основали језуитски колеџ.
Током 1629. године, непосредно пред крај Пољско-шведског рата (1626–29), град су освојиле шведске трупе које је предводио лично шведски краљ Густав II Адолф. Током овог рата, град је претрпео разарања. Град је по други и трећи пут освојила Шведска 1656. и 1657. током Другог северног рата. Овом другом приликом, дворац је потпуно уништен и од тада је остао рушевина. После рата само 94 куће су биле насељене, 103 су биле празне, а 35 је изгорело. Предграђе је такође било знатно оштећено.
Уговором из Бромберга, који су 1657. склопили пољски краљ Јован II Казимир Васа и електор Фредерик Вилијам II од Бранденбург-Пруске, створен је војни савез између Пољске и Пруске истовремено означавајући повлачење Пруске из савеза са Шведском.
Након сазивног сејма 1764. године, Бидгошч је постао једно од три седишта Крунског суда за Великопољску покрајину пољске круне поред Познања и Пјотркова Трибуналског. Краљевски картограф Францишек Флориан Чаки је 1766. године на седници Одбора крунског трезора у Варшави предложио план изградње канала који би повезивао Вислу преко Брда са реком Нотећ. Јозеф Вибицки, пољски правник и политички активиста најпознатији као аутор стихова националне химне Пољске, радио је у Крунском суду у Бидгошћу.
Године 1772, у Првој подели Пољске, град је припао Краљевини Пруској као Бромберг и инкорпориран је у округ Нетзе у новооснованој провинцији Западна Пруска. У то време, град је био озбиљно депресиван и полузапуштен. Под Фридрихом Великим град је поново оживео, посебно изградњом канала од Бромберга до Накела (Накло) који је повезивао реку Вислу која тече на северу преко Брда са западним Нотећем, који је опет текао до Одре преко Варте.
Током Костјушког устанка, 1794. град су накратко поново заузели Пољаци, којим је командовао генерал Јан Хенрик Добровски, а локалну пољску администрацију је коорганизовао Јозеф Вибицки.
Године 1807, након пораза Пруске од Наполеона и потписивања Тилзитског уговора, Бидгошч је постао део краткотрајног пољског Војводства Варшаве, у оквиру којег је био седиште департмана Бидгошч. Са Наполеоновим поразом у бици народа 1813. године, град је поново припојен Пруској као део Великог војводства Позен (Познањ), поставши главни град регије Бромберг. Током Новембарског устанка, пољска устаничка организација је била активна у граду и локални Пољаци су помагали у кријумчарењу добровољаца, оружја и муниције у руску поделу Пољске. После пада устанка, кроз град је водио један од главних путева за бекство преживелих устаника и цивилних устаничких власти из подељене Пољске у Велику емиграцију. Године 1871. покрајина Позен, заједно са остатком Краљевине Пруске, постала је део новоформираног Немачког царства. За време немачке владавине срушени су најстарија црква у граду (црква Светог Гилеса), остаци замка, и кармелићанска црква и самостан. Средином 19. века у град је стигла Пруска источна железница. Први део, од Шнајдемула (Пила), отворен је у јулу 1851. године.
Током Првог светског рата, Пољаци у Бидгошчу су формирали тајне организације, спремајући се да поврате контролу над градом у случају да Пољска поврати своју независност. После рата, Бидгошч је Версајским уговором из 1919. године додељен поново створеној пољској држави. Сада званично поново Бидгошч, град је припадао Познањском војводству. Локално становништво се захтевало да направи избор - да стекне пољско држављанство или да напусти земљу. То је довело до драстичног опадања етнички немачког становништва, чији се број у граду смањио на 11.016 1926. године. Касније је основана нацистичка немачка омладинска организација, која је делила нацистичке пропагандне књиге из Немачке међу немачком мањином. Године 1938. град је постао део пољске Велике Помераније.
Током инвазије на Пољску, на почетку Другог светског рата, 1. септембра 1939. Немачка је извршила ваздушне нападе на град. Пољска 15. пешадијска дивизија, која је била стационирана у Бидгошчу, одбила је немачке нападе 2. септембра, али је 3. септембра била принуђена да се повуче. Током повлачења Пољака, у оквиру диверзије коју је планирала Немачка, локални Немци су отворили ватру на пољске војнике и цивиле. Пољски војници и цивили били су приморани на одбрамбену битку у којој је на обе стране погинуло неколико стотина људи. Догађај, који пропаганда нацистичке Немачке назива Крвава недеља, која је преувеличала број жртава на 5.000 „неодбрањених“ Немаца, искоришћена је као изговор за извршење десетина масовних егзекуција пољских становника на Староградској пијаци и у Долини смрти. Само у периоду од 3. до 10. септембра 1939. Немци су у граду погубили 192 Пољака. Одлуком од 5. септембра 1939. године у Бидгошчу је основан један од прва три немачка специјална суда у окупираној Пољској.
Немци су основали неколико логора и затвора за Пољаке. Од 30. септембра 1939. тамо је било затворено преко 3.000 појединаца, а у октобру и новембру Немци су извршили даља масовна хапшења преко 7.200 људи. Многи од тих људи су тада убијени. Пољаци из Бидгошла масакрирани су на разним локацијама у граду, у Долини смрти и оближњем селу Тришчин. Жртве су били и мушкарци и жене, укључујући активисте, директоре школа, наставнике, свештенике, локалне званичнике, трговце, адвокате, а такође и извиђаче, ученике гимназије и децу од 12 година. Погубљења су представљена као казна за наводно „убиство Немаца“ и „уништење мира“, а нацистичка пропаганда их је искористила да покаже свету да је наводни „пољски терор“ натерао Хитлера да започне рат. На Дан националне независности Пољске, 11. новембра 1939. године, Немци су симболично јавно погубили Леона Барчишевског, градоначелника Бидгошча. 17. новембра 1939. командант локалне јединице СД-ЕК изјавио је да у граду више нема пољске интелигенције способне за отпор.
Град је припојен новоформираној покрајини Рајхсгау Данциг-Западна Пруска као седиште округа или округа Бромберг. Међутим, анексија није призната у међународном праву. Истребљење становништва је настављено током целог рата, а укупно је убијено око 10.000 становника, углавном Пољака, али и пољских Јевреја. У јануару 1940. године у селу Јастжебије убијени су и неки пољски становници, а међу пољским учитељима убијеним у концентрационим логорима Маутхаузен и Дахау били су и локални учитељи. Историја Јевреја у Бидгошчу окончана је немачком инвазијом на Пољску и Холокаустом. Јеврејски грађани града, који су чинили малу заједницу у граду (око два процента предратног становништва) и од којих су многи говорили немачки, послани су у логоре истребљења или убијени у самом граду. Град преименован у Бромберг био је место Бромберг-Оста, женског подлогора концентрационог логора Штутхоф.
Током окупације, Немци су уништили неке од историјских зграда у граду да би подигли нове структуре у нацистичком стилу. Немци су изградили огромну тајну фабрику динамита (ДАГ Фабрик Бромберг) сакривену у шуми у којој су користили ропски рад неколико стотина принудних радника, укључујући и савезничке ратне заробљенике из логора за ратне заробљенике у Торуњу. Локални Пољаци су 1943. успели да спасу киднаповану пољску децу из Замошћа, тако што су их откупили од Немаца на локалној железничкој станици.
Пољски отпор је био активан у Бидгошчу. Активности су укључивале дистрибуцију пољске штампе, саботажне акције, крађу немачке муниције за помоћ пољским партизанима, шпијунажу непријатељских активности и пружање склоништа за британске заробљенике који су побегли из логора за ратне заробљенике. Гестапо је неколико пута разбијао пољски отпор.
У пролеће 1945. године, Бидгошч је заузела Црвена армија која је напредовала према Берлину. Они немачки становници који су преживели протерани су у складу са Потсдамским споразумом и град је враћен Пољској, иако са совјетским комунистичким режимом, који је остао на власти до 1980-их. Пољски отпор је остао активан у Бидгошчу.
Послератни период
Исте 1945. године град је постао седиште Померанског војводства, чији је северни део убрзо одвојен и формирао војводство Гдањск. Преостали део Померанског војводства је 1950. преименован у Војводство Бидгошч. Године 1973. бивши град Фордон, који се налазио на левој обали Висле, укључен је у градску границу и постао је најисточнији округ Бидгошћа. У марту 1981. активисти Солидарности су насилно угушени у Бидгошћу.
Бидгошч је тренутно највећи центар НАТО штаба у Пољској, а најпознатији је Центар за обуку здружених снага.

## Економија
У граду постоји 38 банака представљених кроз мрежу од 116 експозитура (укључујући и седиште "Bank Pocztowy SA"), док 37 осигуравајућих друштава такође има канцеларије у граду. JP Morgan Chase, једна од највећих финансијских институција на свету, основала је филијалу у Бидгошчу. Већина индустријских комплекса је раштркана по целом граду, међутим, хемијска фабрика „Захем” заслужује пажњу, зато што се простире на десетине квадратних километара на југоистоку града. Остаци немачке фабрике експлозива изграђене у Другом светском рату заузимају подручје које има своје железничке пруге, интерну комуникацију, становање и велику пошумљену површину. на њеној бази је изграђен музеј на отвореном Експлосеум.
Од 2001. године, Бидгошч се сваке године подвргава међународној „верификацији“ рејтинга. У фебруару 2008. године агенција "Fitch Ratings" је рекатегоризовала град, повећавши му рејтинг са БББ- (стабилна прогноза) на БББ (стабилна процена).
Бидгошч је 2004. године покренуо индустријски и технолошки парк површине 283 хектара, атрактивно место за пословање јер компаније које се тамо преселе добијају пореске олакшице, 24-часовно обезбеђење, приступ великим парцелама и медијима и свему осталом што је важно. Град је последњих година постао један од најважнијих економских центара Пољске. Ово посебно важи за улогу коју град има у привреди Кујавско-померанског војводства, чији је главни град (уз Торуњ).

## Култура
Бидгошч је велики културни центар у земљи, посебно за област музике. Традиција општинског позоришта датира још од 17. века, када је језуитски колеџ изградио позориште. Године 1824. подигнута је стална зграда позоришта, коју је 1895. године обновио у монументалном облику архитекта из Берлина Хајнрих Зелинг. Прва музичка школа основана је у Бидгошчу 1904. године; имала је блиске везе са веома познатом европском фабриком клавира Бруна Сомерфелда. Бројни оркестри и хорови, немачки (Гесангверајн, Лидертафел) и пољски (Св. Војчех Халка, Моњушко), такође су учинили град својим домом. Од 1974. године, Бидгошч је дом веома престижне музичке академије. Бидгошч је такође важно место за савремену европску културу; један од најзначајнијих европских центара џез музике, "Brain club", основали су Јацек Мајевски и Славомир Јаницки у Бидгошчу.
Бидгошч је био кандидат за титулу Европске престонице културе 2016. године

### Музеји
Muzeum Okręgowe im. Leona Wyczółkowskiego (Окружни музеј Леона Вичолковског) је музеј у власништву општине. Поред велике колекције дела Леона Вичолковског, у њој се налазе сталне и повремене изложбе уметности. Смештен је у неколико зграда, укључујући старе житнице на реци Брда и Млинско острво и преосталу зграду пољске краљевске ковнице новца. Експлозеум, музеј изграђен око фабрике муниције из Другог светског рата у нацистичкој Немачкој, такође је саставни део.
У Бидгошчу, Померански војни музеј је специјализован за документовање пољске војне историје из 19. и 20. века, посебно историје Померанског војног округа и неколико других јединица присутних у овој области.
У граду се налази много уметничких галерија, два симфонијска оркестра, много камерних оркестара и хорова. Културни објекти Бидгошча такође укључују библиотеке, укључујући Покрајинску и општинску јавну библиотеку са обимном колекцијом томова од 15. до 19. века. Ансамбл Палата и парка у општинском власништву у Остромецку у близини града садржи Збирку историјских клавира Анџеја Швалбеа, једну од највећих таквих колекција у Пољској.

## Демографија
| 2010.   | 2012.   |
| ------- | ------- |
| 369.443 | 361.254 |

## Партнерски градови
- Манхајм
- Павлодар
- Вилхелмсхафен
- Питешти
- Хартфорд
- Ређо Емилија
- Патра
- Кременчуг
- Черкаси
- Перт